# Gerhard Jessen
Gerhard Jessen (født 14. oktober 1885 i Slagelse, død 3. maj 1939 i Skovshoved) var en dansk skuespiller.
Han scenedebuterede som teaterskuespiller på Stavanger Teater i 1904 og var derefter engageret på forskellige norske og danske provinsteatre indtil han i 1911 kom til Det Ny Teater i København hvor han blev i tre årtier indtil 1931. Derefter blev han vært på Færgekroen i Tivoli, hvor han blev til sin død.
Gerhard Jessen filmdebuterede hos Nordisk Films Kompagni i 1911 ved hvilke selskab han efterfølgende medvirkede i omkring 20 stumfilm. Derefter indspillede han nogle film for en række andre danske filmselskaber og i 1923 instruerede han to film for filmselskabet Palladium.
Gerhard Jessen var gift med skuespillerinde Jacoba Jessen (1888-1978), som fødte ham sønnen Peter Jessen (1908-1996) som blev provinsteaterdirektør. Gerhard Jessen døde den 3. maj 1939 og ligger begravet på Ordrup Kirkegård.

## Filmografi
| Som skuespiller - En Helt fra 64 - (1910) - Det bødes der for (instruktør August Blom, 1911) - Dyrekøbt Ære (som Dr. Thaw; instruktør William Augustinus, 1911) - Hævnen hører mig til (instruktør William Augustinus, 1911) - For hendes Skyld (som Marquien; instruktør William Augustinus, 1911) - Lægens Hustru (som lægen; instruktør William Augustinus, 1911) - Spaakonens Datter (som Lindahl, fuldmægtig; instruktør August Blom, 1911) - Lumpacivagabundus (som Spaan, snedkersvend; ukendt instruktør, 1912) - Barfodsdanserindens Offer (ukendt instruktør, 1912) - Dødssejleren (som Georg, Staals søn; instruktør Alfred Lind, 1912) - Vasens Hemmelighed (som Ejler Dahl, assistent; instruktør August Blom, 1914) - Lige for lige (som Sven Bülow, grevens ven; instruktør Lau Lauritzen Sr., 1915) - Selma fra Øen (som Oscar; ukendt instruktør, 1915) - Anklagebænken (som Advokat Barner; ukendt instruktør, 1916) - Kampen om Kvinden (som Felix Warming, Alices' forlovede; instruktør Hjalmar Davidsen, 1917) - Gar el Hama V (som Mr. Gee, detektiv; instruktør Robert Dinesen, 1918) - Lykkelandet (som Marc Elliot, bankier; instruktør Emanuel Gregers, 1919) - Hjertetyven (instruktør Lau Lauritzen Sr., 1919) - Krigsmillionæren (som friherren; instruktør Emanuel Gregers, 1919) - Den flyvende Hollænder, I-IV (som Krantz (II,III,IV); instruktør Emanuel Gregers, 1920) - Jafet, der søger sig en Fader, I-IV (som den fremmede; instruktør Emanuel Gregers, 1922) - Store Forventninger (som Joe Gargery, smed; instruktør A.W. Sandberg, 1922) - Madsalune (som Jakob Gordon, Madsalunes bror; instruktør Emanuel Gregers, 1923) - Wienerbarnet (som grosserer Larsen; instruktør A.W. Sandberg, 1924) - Præsten i Vejlby (som Morten Bruus til Ingvorstorp; instruktør George Schnéevoigt, 1931) - Skaf en Sensation (som Lund, redaktionssekretær; instruktør Emanuel Gregers, 1934) Som instruktør - Byens Don Juan (Gerhard Jessen, 1923) - Sommerspøg og Rævestreger (Gerhard Jessen, 1923) |